# Elisabetta
Elisabetta  è un nome proprio di persona italiano femminile.

## Varianti
Tra la numerose varianti, è particolare il caso di Isabella, nato da un'antica forma occitana di Elisabetta, ora divenuto un nome totalmente indipendente (quindi non presente negli elenchi di seguito riportati).

### Varianti in altre lingue
- Albanese: Elizabeta[5]
- Antico slavo ecclesiastico: Елїсабеть (Elisabeti)[2]
- Arabo: أليصابات (ʿAlisabat)
- Armeno: Եղիսաբեթ (Yeghisapet)
- Basco: Elixabete[2][5]
- Bretone: Elesbed
- Bulgaro: Елисавета (Elisaveta)[2], Елизабет (Elizabet)[2]
- Catalano: Elisabet[2]
- Ceco: Alžběta[2][5]
- Croato: Elizabeta[2]
- Danese: Elisabet[2][5], Elisabeth[2][5]
- Ebraico: אֱלִישֶׁבַע (Elisheva, Elishebha)[2][5][7]
- Esperanto: Elizabeto
- Estone: Eliisabet[2][5]
- Finlandese: Elisabet[2][5]
- Francese: Élisabeth[2][5]
- Georgiano: ელისაბედ (Elisabed)[2]
- Greco biblico: Ἐλισάβετ (Elisábet)[2]
- Greco moderno: Ελισαβετ (Elisavet)[2]
- Hawaiiano: Elikapeka[2][5]
- Inglese: Elizabeth[2][5], Elisabeth[2][5], Elsabeth[2], Elyzabeth[2][5]
- Irlandese: Eilís[2][5], Eilish[2]
- Islandese: Elísabet[2]
- Latino: Elisabeth[2][7]
- Lettone: Elizabete[2][5]
- Lituano: Elžbieta[2][5]
- Macedone: Елисавета (Elisaveta)[2]
- Mannese: Ealisaid[2]
- Norvegese: Elisabet[2][5], Elisabeth[2][5]
- Olandese: Elisabeth[2][5], Lijsbeth[2][5], Liesbeth[2][5]
- Polacco: Elżbieta[2][5]
- Portoghese: Elisabete[2][5], Elizabete[2]
- Rumeno: Elisabeta[2][5]
- Russo: Елизавета (Elizaveta)[2][5]
- Scozzese: Ealasaid[2][5], Elspet[2], Elspeth[2][5]
- Serbo: Јелисавета (Jelisaveta)[2][5]
- Slovacco: Alžbeta[2]
- Sloveno: Elizabeta[2][5]
- Spagnolo: Elisabet[2]
- Svedese: Elisabet[2][5], Elisabeth[2][5]
- Tedesco: Elisabeth[2][5]
- Ucraino: Єлизавета (Jelyzaveta)[5]
- Ungherese: Erzsébet[2][5], Elizabet[2]

### Ipocoristici e nomi correlati
Sono molto numerosi gli ipocoristici derivati da Elisabetta: tra i più diffusi in Italia si possono citare Betta, Elisa, Lisa, Isa, Lilia e Liliana, ciascuno dei quali dotato a sua volta di molte varianti e corrispettivi in altre lingue. Piuttosto diffuse, in paesi quali la Germania e l'Inghilterra, sono anche le forme Ilse, Elsa ed Elle.
Oltre agli ipocoristici citati sopra e alle loro numerose varianti si possono ricordare anche:
- Ceco: Eliška
- Croato: Ela
- Danese: Eli, Lisbet
- Estone: Elo
- Francese: Babette
- Gallese: Bethan
- Inglese: Bess, Bessie, Beth, Betsy, Buffy, Libby, Libbie, Liddy, Lilibet, Lilibeth, Lisbeth, Lizbeth, Liz, Lizzie, Lizzy, Sis[5], Tetty
- Italiano: Lisabetta[3]
- Lituano: Elzė
- Norvegese: Eli, Lisbet
- Polacco: Ela
- Russo: Лизавета (Lizaveta)
- Serbo: Јела (Jela), Јелица (Jelica)
- Slovacco: Eliška
- Sloveno: Ela, Špela
- Svedese: Lisbet
- Tedesco: Lisbeth
- Ungherese: Bözsi, Erzsi, Zsóka

## Origine e diffusione
Si tratta di un antico nome biblico, che fa la sua prima apparizione con Elisabetta, la donna presa in moglie da Aronne citata in Es6:23. Il nome di questa figura, nell'originale ebraico, è אֱלִישֶׁבַע (ʿElishebaʿ, ʿElishebhaʿ o ʿElishevaʿ); si tratta di un composto di due elementi: il primo è אֵל (el), termine che indica il Dio ebraico, mentre il secondo viene ricondotto generalmente a שָׁבַע (shavaʿ, "giuramento"), con interpretazioni quali "Dio è [il mio] giuramento", "il mio Dio ha fatto un giuramento". In alternativa, il secondo elemento viene identificato con שִׁבְעָה (shebaʿ), ossia "sette", nel senso di "completezza", "pienezza", poiché il sette era considerato il numero perfetto nella tradizione ebraica; in tal caso il nome viene interpretato come "Dio è pienezza", "Dio è perfezione" o anche, combinando i due significati, con "Egli si è impegnato per [il sacro numero] sette".
Nella Bibbia dei Settanta, scritta in koinè, il nome di ʿElishebaʿ viene mutato in Ἐλισάβετ (Elisábet), probabilmente perché nel frattempo venne associato, per etimologia popolare, al verbo שבת  (shabát, "riposare"); da qui passò nella Vulgata latina come Elisabeth, giungendo in italiano nella forma "Elisabetta". Questo nome grecizzato viene portato anche da un'altra, ben più celebre, figura biblica neotestamentaria: Elisabetta, parente di Maria e madre di Giovanni il Battista.
Il nome era usato sia nelle comunità israelitiche, sia in quelle cristiane (qui originariamente con maggiore compattezza nell'Est europeo). Alla sua diffusione hanno contribuito in seguito il culto di numerose sante e beate e il prestigio di principesse e regine di diverse case regnanti europee - si può citare su tutte sant'Elisabetta, principessa d'Ungheria e moglie del langravio di Turingia Ludovico, che rientra in ambo le categorie. In Inghilterra cominciò ad essere usato sporadicamente a partire dal XIII secolo proprio in onore di tale figura, ma in genere era preferita la forma di origine provenzale Isabel; la sua popolarità crebbe enormemente a partire dal regno di Elisabetta I, nel XVI secolo.
In Italia è attestato su tutto il territorio nazionale (con due quinti delle occorrenze in Toscana negli anni 1970). Negli Stati Uniti il nome non è mai sceso sotto alla ventiseiesima posizione fra i più popolari sin da quanto sono disponibili i dati sulla diffusione, cioè dal 1880.

## Onomastico

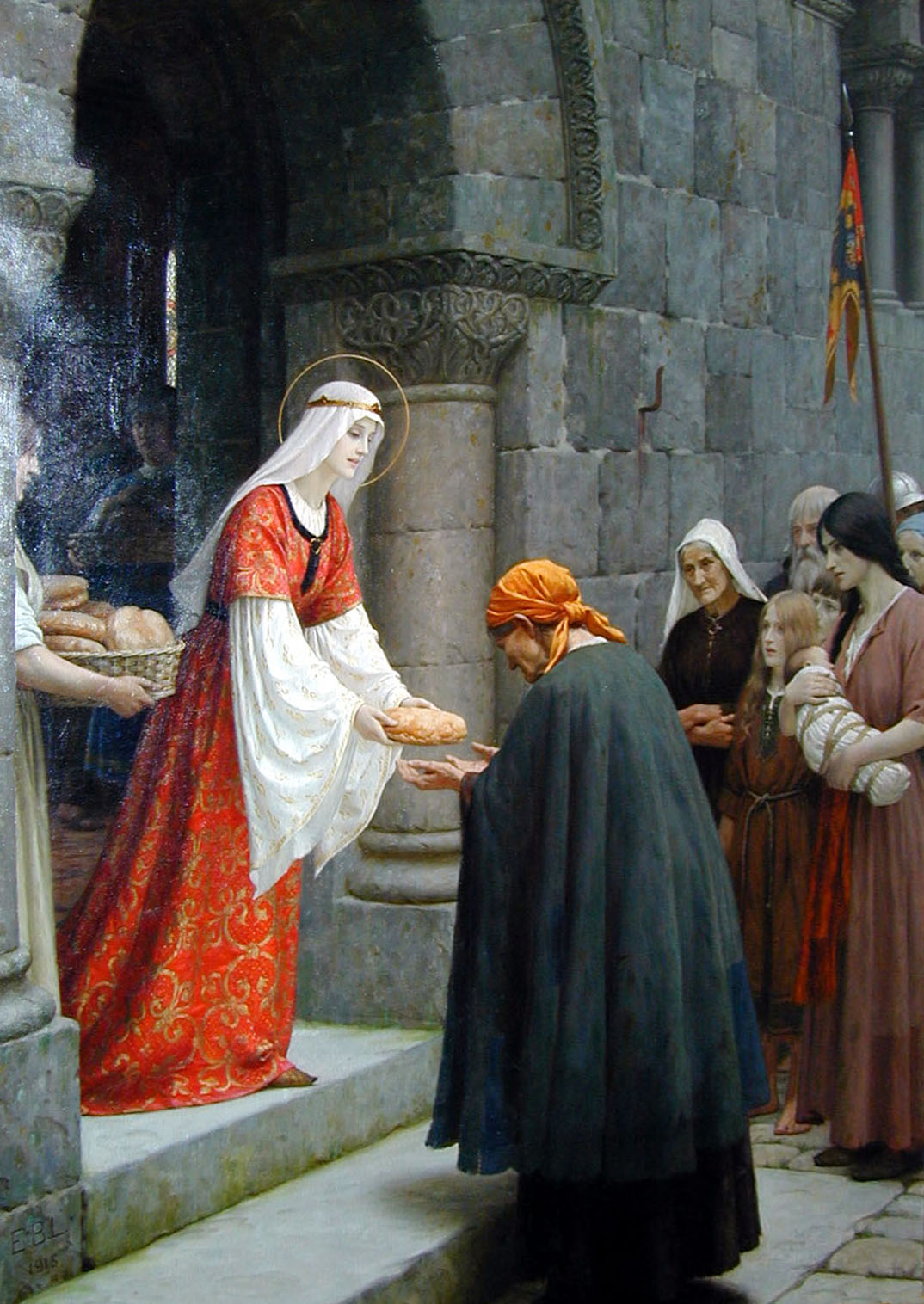
La carità di sant'Elisabetta d'Ungheria, di Edmund Leighton

Le sante e le beate che portano questo nome sono molto numerose; tra le più note si ricordano santa Elisabetta, madre di Giovanni il Battista, commemorata il 23 settembre, sant'Elisabetta d'Ungheria, regina e religiosa, ricordata il 17 novembre, e sant'Elisabetta, regina del Portogallo, la cui memoria ricade il 4 luglio. Fra le altre si possono ricordare per l'onomastico, alle date seguenti:
- 4 gennaio, sant'Elizabeth Ann Bayley Seton, vedova, prima santa statunitense[10]
- 5 febbraio, beata Elisabetta Canori Mora, sposa[10]
- 2 aprile, beata Elisabetta Vendramini, fondatrice della congregazione delle Suore Terziarie Francescane Elisabettine[10]
- 24 aprile santa Maria Elisabetta Hesselblad, religiosa brigidina[10]
- 10 giugno, sant'Elisabetta Guillen, vergine mercedaria[10]
- 18 giugno, sant'Elisabetta di Schönau, vergine[4][10]
- 17 luglio, sant'Elisabetta d'Assia-Darmstadt (o Fëdorovna), Granduchessa, monaca e martire[10]
- 19 luglio, sant'Elisabetta Qin Bianzhi, martire con san Simone Qin Chunfu nell'Hopei[10]
- 14 agosto, beata Maria Elisabetta Renzi, vergine e fondatrice delle Maestre Pie dell'Addolorata[10]
- 17 agosto, beata Maria Elisabetta Turgeon, vergine e fondatrice delle Suore di Nostra Signora del Santo Rosario[10]
- 26 agosto, santa Giovanna Elisabetta Bichier des Ages, fondatrice, con sant'Andrea Uberto Fournet, dell'Istituto delle Figlie della Croce[10]
- 9 novembre, santa Elisabetta della Trinità, monaca carmelitana scalza[10]
- 25 novembre, beata Elisabetta Achler, francescana di Reute[10]
- 24 dicembre, santa Paola Elisabetta Cerioli, vedova e fondatrice dei Padri e delle Suore della Sacra Famiglia di Bergamo[10]

## Persone

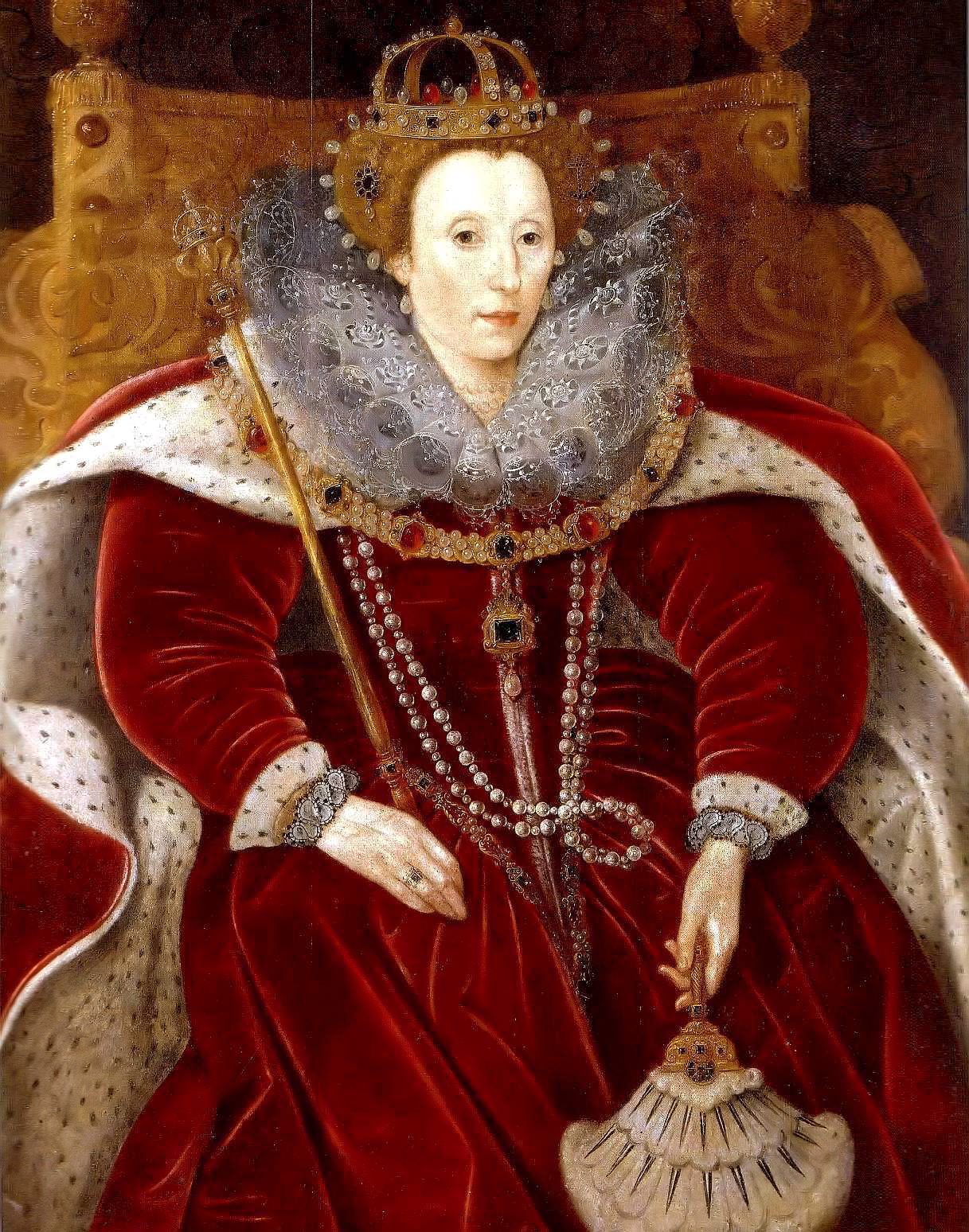
Elisabetta I d'Inghilterra

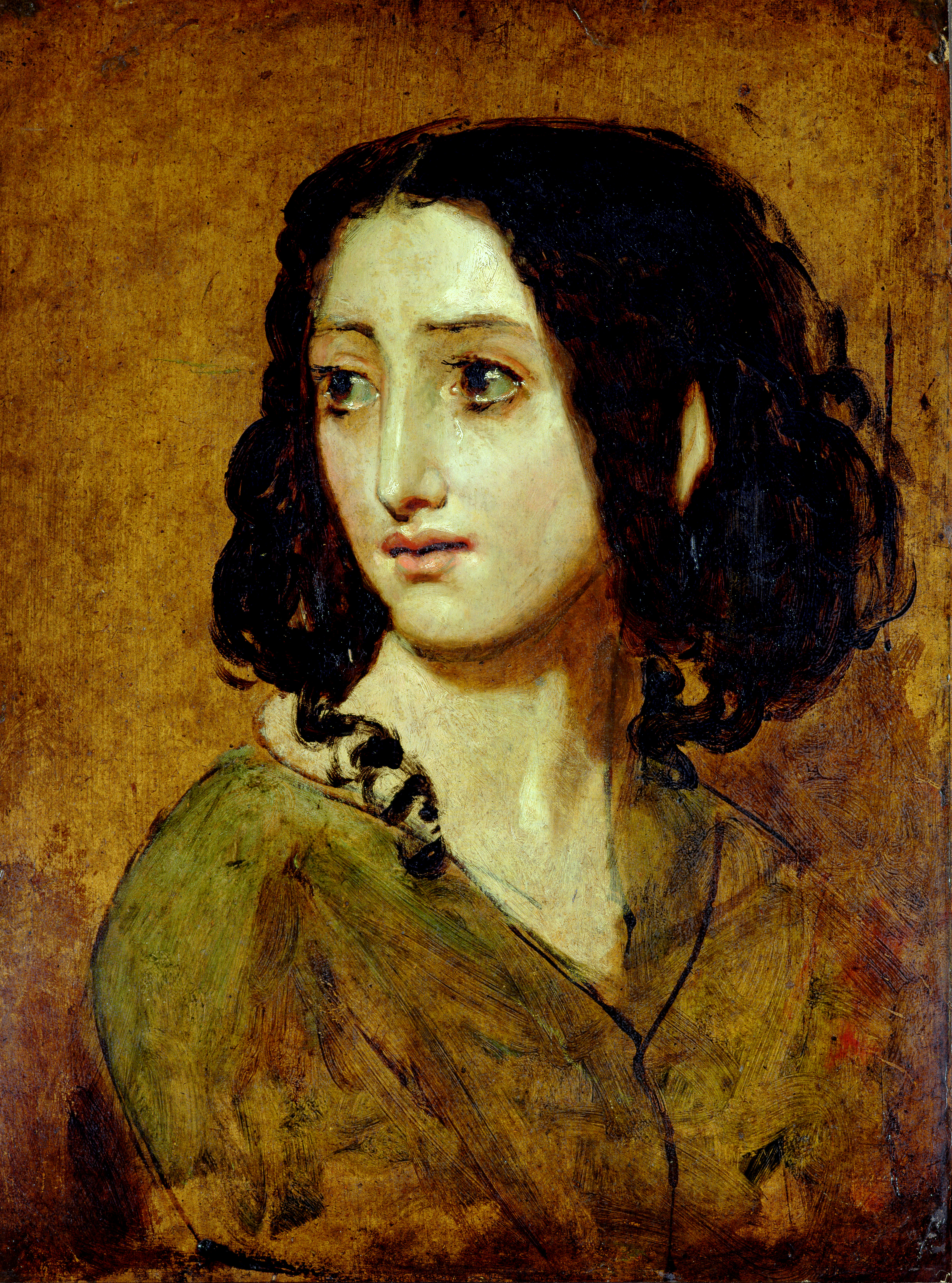
Elisabeth Rachel Félix

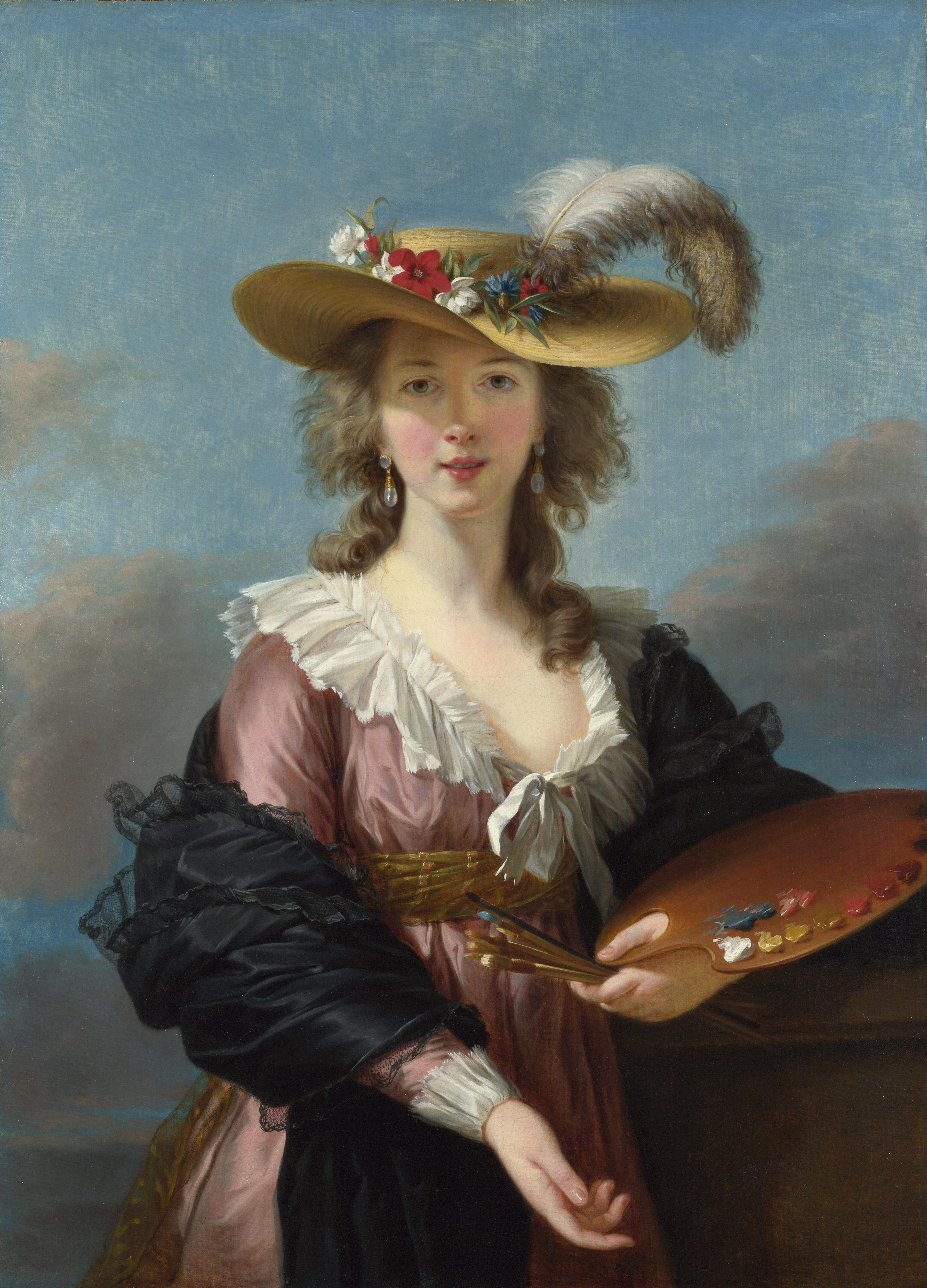
Élisabeth Vigée Le Brun

- Elisabetta d'Assia-Darmstadt, granduchessa e santa russa
- Elisabetta di Baviera, detta Sissi, imperatrice d'Austria e regina d'Ungheria, sposa di Francesco Giuseppe d'Asburgo
- Elisabetta I d'Inghilterra, regina d'Inghilterra e d'Irlanda
- Elisabetta II del Regno Unito, regina del Regno Unito
- Elisabetta di Russia, imperatrice di Russia
- Elisabetta di York, regina consorte d'Inghilterra
- Elisabetta Achler, religiosa e mistica tedesca
- Elisabetta Canalis, showgirl e attrice italiana
- Elisabetta Gardini, attrice teatrale, conduttrice televisiva e politica italiana
- Elisabetta Gonzaga, membro della famiglia Gonzaga
- Elisabetta Gregoraci, showgirl e modella italiana
- Elisabetta Preziosa, ginnasta italiana
- Elisabetta Woodville, regina consorte d'Inghilterra

### Variante Elisabeth
- Elisabeth Andreassen, cantante norvegese
- Elisabeth Rachel Félix, attrice teatrale francese
- Elisabeth Fraser, attrice statunitense
- Elisabeth Görgl, sciatrice alpina austriaca
- Elisabeth Harnois, attrice statunitense
- Elisabeth Kopp, politica svizzera
- Elisabeth Kübler Ross, medico, psichiatra e docente di medicina comportamentale svizzera
- Elisabeth Moss, attrice statunitense
- Elisabeth Pähtz, scacchista tedesca
- Elisabeth Schwarzkopf, soprano tedesco naturalizzata inglese
- Elisabeth Shue, attrice statunitense
- Elisabeth Söderström, soprano svedese

### Variante Élisabeth
- Élisabeth Badinter, scrittrice e filosofa francese
- Élisabeth Jacquet de La Guerre, compositrice e clavicembalista francese
- Élisabeth Dmitrieff, rivoluzionaria russa
- Élisabeth Guigou, politica francese
- Élisabeth Vigée Le Brun, pittrice francese

### Variante Elizabeth

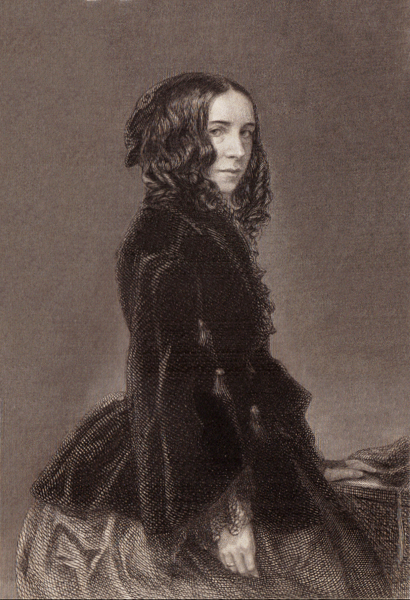
Elizabeth Barrett Browning

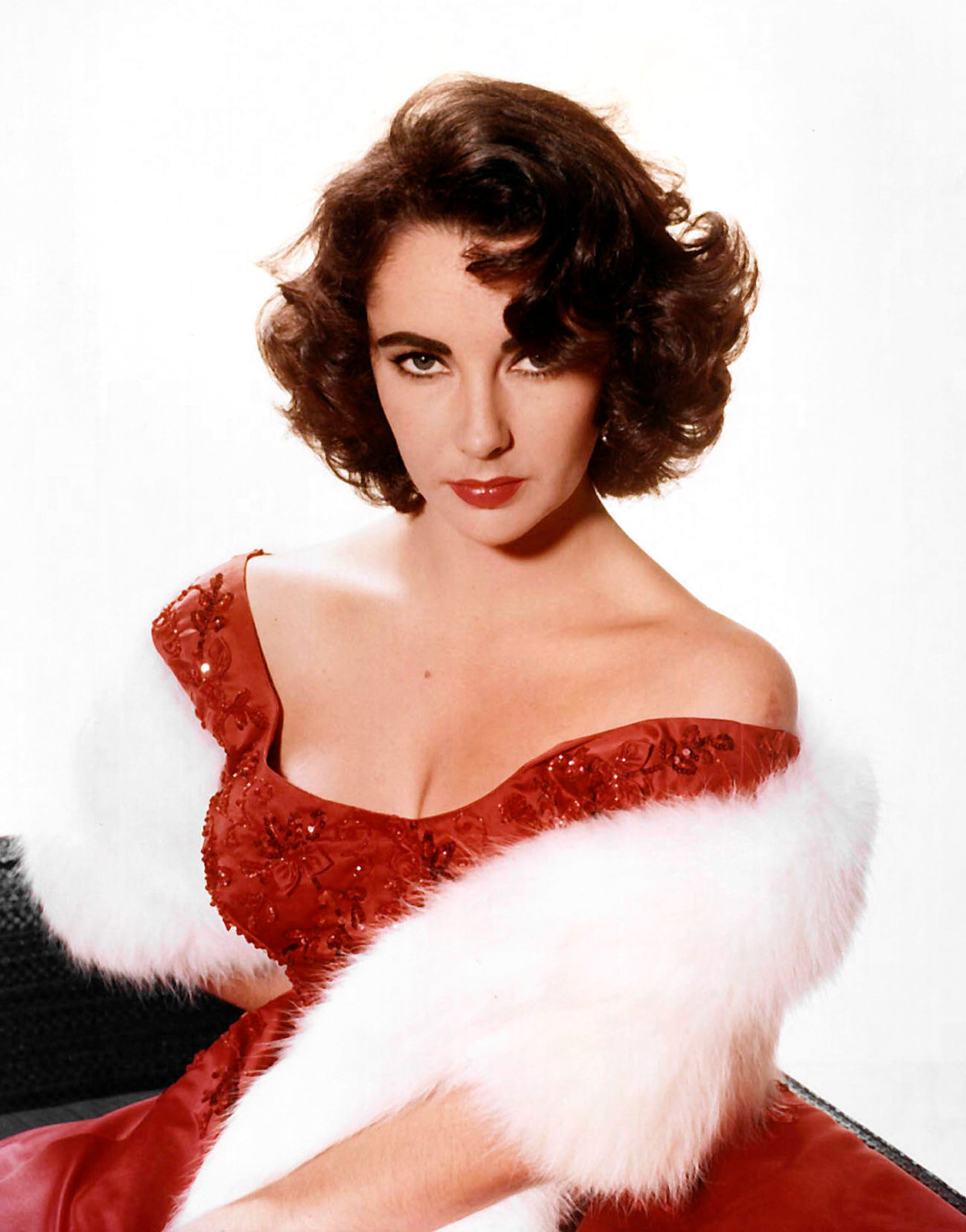
Elizabeth Taylor

- Elizabeth Arden, imprenditrice canadese
- Elizabeth Banks, attrice statunitense
- Elizabeth Barrett Browning, poetessa britannica
- Elizabeth Ann Bayley Seton, religiosa e santa statunitense
- Elizabeth Bishop, poetessa e scrittrice statunitense
- Elizabeth Blackburn, biologa australiana naturalizzata statunitense
- Elizabeth Bowes-Lyon, regina del Regno Unito, regina d'Irlanda e imperatrice d'India
- Elizabeth Cady Stanton, attivista statunitense
- Elizabeth Craven, scrittrice e commediografa britannica
- Elisabeth Förster-Nietzsche, sorella di Friedrich Nietzsche e fondatrice del Nietzsche-Archiv
- Elizabeth Francis, supercentenaria statunitense
- Elizabeth Eisenstein, storica statunitense
- Elizabeth Gaskell, scrittrice britannica
- Elizabeth Gillies, attrice e cantante statunitense
- Elizabeth Hurley, attrice, supermodella, produttrice cinematografica e stilista britannica
- Elizabeth Loftus, psicologa statunitense
- Elizabeth Peña, attrice statunitense
- Elizabeth Short, nota come "la Dalia Nera", ragazza statunitense vittima di un famoso caso di omicidio irrisolto
- Elizabeth Siddal, modella, poetessa e pittrice britannica
- Elizabeth Taylor, attrice, imprenditrice e stilista britannica
- Elizabeth Wilson, attrice statunitense

### Variante Bessie
- Bessie Head, scrittrice botswana
- Bessie Love, attrice inglese

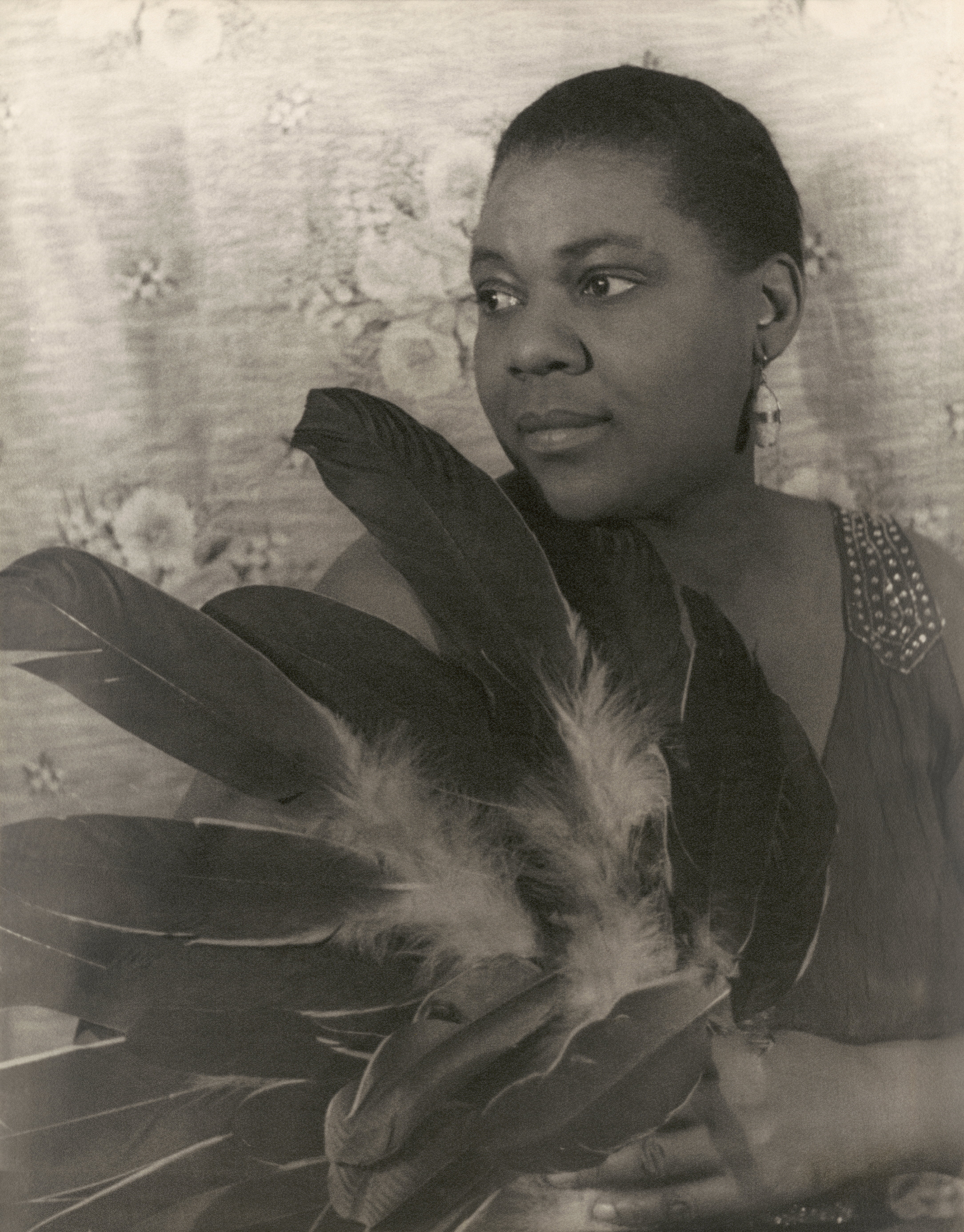
Bessie Smith

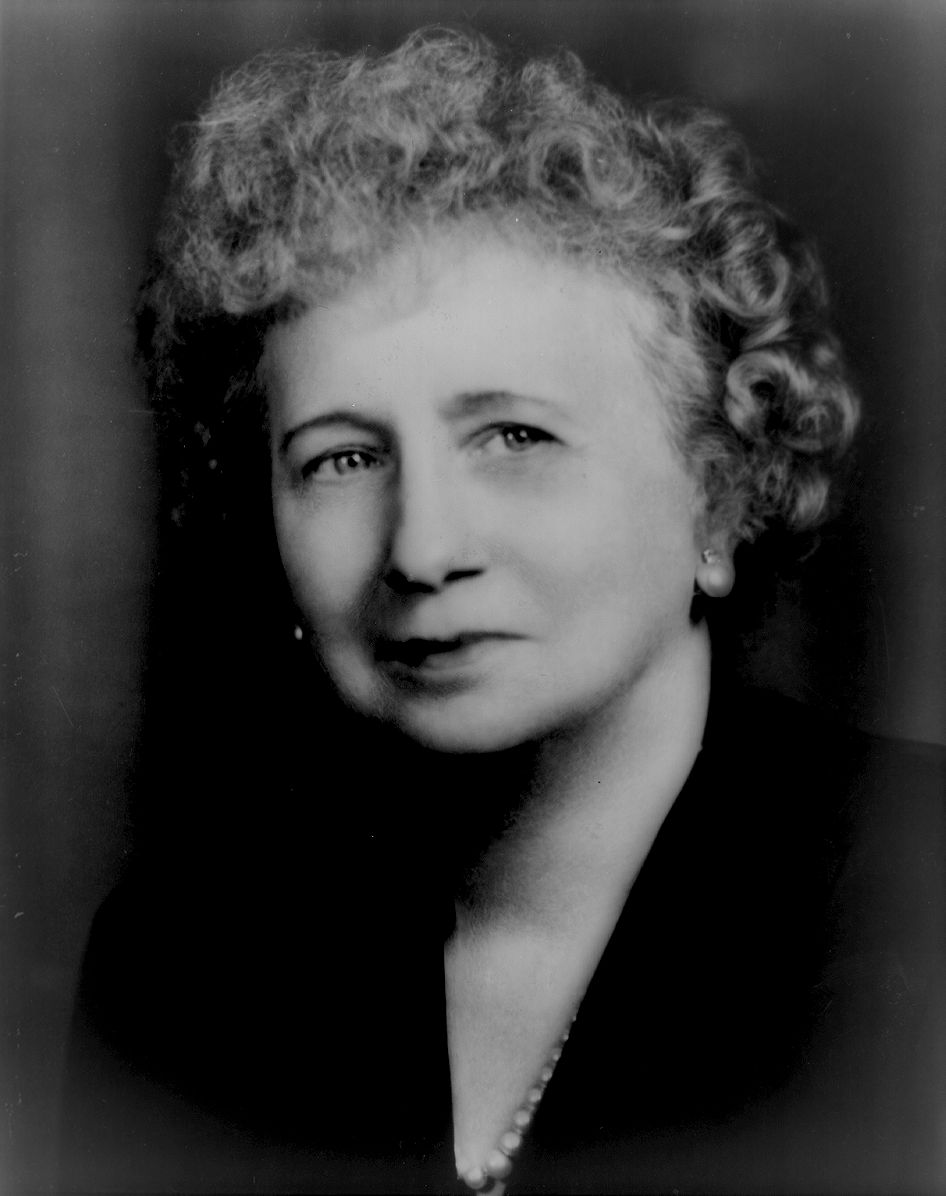
Bess Truman

- Bessie McCoy, cantante, compositrice e attrice statunitense
- Bessie Smith, cantante statunitense

### Variante Betsy
- Betsy Blair, attrice statunitense
- Betsy Brandt, attrice statunitense
- Betsy Drake, attrice e scrittrice statunitense
- Betsy Palmer, attrice statunitense
- Betsy Ross, creatrice, secondo la leggenda, della prima bandiera statunitense

### Altre varianti
- Bess di Hardwick, nobildonna britannica
- Erzsébet Báthory, nobile e serial killer ungherese
- Elisaveta Bykova, scacchista sovietica
- Lizzy Caplan, attrice statunitense
- Lizzy Gardiner, costumista australiana
- Lizzy Greene, attrice statunitense
- Bess Myerson, modella statunitense
- Erzsi Paál, attrice ungherese
- Špela Pretnar, sciatrice alpina slovena
- Bess Truman, first lady statunitense
- Ėliso Virsaladze, pianista georgiana
- Lizzy Yarnold, skeletonista britannica

## Il nome nelle arti
- Elizabeth Bennet è un personaggio del romanzo di Jane Austen Orgoglio e pregiudizio.
- Elisabeth Brochène è un personaggio della serie televisiva Il giudice e il commissario.
- Elizabeth "Betty" Cooper è un personaggio della serie televisiva Riverdale
- Elizabeth Corday è un personaggio della serie televisiva E.R. - Medici in prima linea.
- Elizabeth Costello è un personaggio dell'omonimo romanzo di John Maxwell Coetzee.
- Lisabetta da Messina è un personaggio del Decameron di Boccaccio.
- Elisabeth Gay è un personaggio della serie a fumetti Diabolik.
- Elizabeta Héderváry è un personaggio della serie a fumetti Hetalia Axis Powers.
- Elizabeth Hoover e Lisa Simpson sono dei personaggi della serie animata I Simpson.
- Liz Thompson è un personaggio della serie anime e manga Soul Eater.
- Elizabeth "Beth" March è un personaggio del romanzo di Louisa May Alcott Piccole donne.
- Lizzie McGuire è un personaggio dell'omonima serie televisiva.
- Elizabeth McGraw è un personaggio del film del 1986 9 settimane e ½, diretto da Adrian Lyne.
- Elisabeth Saalfeld Gruber è un personaggio della soap opera Tempesta d'amore.
- Lisbeth Salander è un personaggio della serie Millennium.
- Elizabeth "Lizzie" Saltzman è un personaggio della serie Legacies.
- Elizabeth Sherman è un personaggio della serie di fumetti e film Hellboy.
- Lizzie Spaulding è un personaggio della soap opera Sentieri.
- Buffy Summers è un personaggio della serie televisiva Buffy l'ammazzavampiri.
- Elizabeth Swann è un personaggio della serie cinematografica dei Pirati dei Caraibi.
- Elizabeth Weir è un personaggio della serie televisiva Stargate Atlantis.
- Beth Smith è un personaggio della serie animata Rick and Morty.